# Scribd
Scribd är en webb 2.0-baserad webbplats för att dela dokument. Scribd grundades i mars 2007 i San Francisco. Användare kan dela dokument mellan sig, på liknande sätt som videoklipp delas via Youtube. Webbplatsen stöder de flesta kända format som exempelvis Microsoft Office-dokument, Google Docs, PDF och Epub-filer. Användarna kan sedan bädda in filerna på deras egna webbsidor, bloggar eller Facebook-sidor med hjälp av Scribds iPaper-format. Scribd har ungefär 70 miljoner användare i månaden och mer än 50 000 dokument laddas upp dagligen.